# Unka
Unka (en serbe cyrillique : Унка) est un village de Bosnie-Herzégovine. Il est situé dans la municipalité de Brod et dans la république serbe de Bosnie. Selon les premiers résultats du recensement bosnien de 2013, il compte 143 habitants.

## Démographie

### Évolution historique de la population dans la localité
| 1948 | 1953 | 1961 | 1971 | 1981 | 1991 | 2013 |
| ---- | ---- | ---- | ---- | ---- | ---- | ---- |
| -    | -    | 464  | 373  | 372  | 396  | 143  |

|  |